# Matheus Nunes Fagundes de Araújo
Matheus Nunes Fagundes de Araújo, meglio noto come MT (Cabo Frio, 1º marzo 2001), è un calciatore brasiliano, centrocampista o difensore del Santa Clara.

## Carriera
Cresciuto nei settori giovanili di Volta Redonda e Vasco da Gama, dopo essere stato promosso in prima squadra, il 18 maggio 2021 firma il primo contratto professionistico con il club di Rio de Janeiro, valido fino al 2024. Il 24 agosto 2022 passa in prestito al Santa Clara.

## Statistiche

### Presenze e reti nei club
Statistiche aggiornate al 14 novembre 2022.
| Stagione             | Squadra              | Campionato           | Campionato | Campionato | Coppe nazionali | Coppe nazionali | Coppe nazionali | Coppe continentali | Coppe continentali | Coppe continentali | Altre coppe | Altre coppe | Altre coppe | Totale | Totale |
| Stagione             | Squadra              | Comp                 | Pres       | Reti       | Comp            | Pres            | Reti            | Comp               | Pres               | Reti               | Comp        | Pres        | Reti        | Pres   | Reti   |
| -------------------- | -------------------- | -------------------- | ---------- | ---------- | --------------- | --------------- | --------------- | ------------------ | ------------------ | ------------------ | ----------- | ----------- | ----------- | ------ | ------ |
| 2021                 | Vasco da Gama        | B+A1/RJ              | 20+4       | 1+0        | CB              | 1               | 0               | -                  | -                  | -                  | -           | -           | -           | 25     | 1      |
| apr.-ago. 2022       | Vasco da Gama        | B+A1/RJ              | 2+2        | 0          | CB              | 0               | 0               | -                  | -                  | -                  | -           | -           | -           | 4      | 0      |
| Totale Vasco da Gama | Totale Vasco da Gama | Totale Vasco da Gama | 28         | 1          |                 | 1               | 0               |                    | -                  | -                  |             | -           | -           | 29     | 1      |
| ago. 2022-2023       | Santa Clara          | PL                   | 5          | 0          | TP+TdL          | 1+0             | 0               | -                  | -                  | -                  | -           | -           | -           | 6      | 0      |
| Totale carriera      | Totale carriera      | Totale carriera      | 33         | 1          |                 | 2               | 0               |                    | -                  | -                  |             | -           | -           | 35     | 1      |

## Palmarès

### Club

#### Competizioni nazionali
- Liga Portugal 2: 1

Santa Clara: 2023-2024